# Joop Hendricks
Joop Hendricks (16 maart 1946) is een voormalig Nederlands voetballer die tijdens zijn profloopbaan uitsluitend voor FC VVV uitkwam.
Als speler van het in 1970 naar de Tweede klasse gepromoveerde SV Blerick maakte Hendricks de overstap naar tweededivisionist FC VVV. Hij bekroonde zijn profdebuut op 18 oktober 1970 met het winnende doelpunt in een thuiswedstrijd tegen ZFC (2-1). De rechtshalf, die ook inzetbaar was als vleugelverdediger, groeide pas in zijn derde seizoen bij de Venlose club uit tot basisspeler. In 1974 keerde hij terug naar de amateurs. Daar speelde Hendricks nog een seizoen jaar bij RFC Roermond alvorens hij bij SV Blerick op het oude nest terugkeerde.

## Clubstatistieken
| Seizoen         | Club            | Competitie      | Competitie | Competitie | Beker | Beker | Overige | Overige | Totaal | Totaal |
| Seizoen         | Club            | Competitie      | Wed.       | Dlp.       | Wed.  | Dlp.  | Wed.    | Dlp.    | Wed.   | Dlp.   |
| --------------- | --------------- | --------------- | ---------- | ---------- | ----- | ----- | ------- | ------- | ------ | ------ |
| 1970/71         | FC VVV          | Tweede divisie  | 10         | 1          | 0     | 0     | —       | —       | 10     | 1      |
| 1971/72         | FC VVV          | Eerste divisie  | 0          | 0          | 0     | 0     | —       | —       | 0      | 0      |
| 1972/73         | FC VVV          | Eerste divisie  | 37         | 1          | 2     | 0     | —       | —       | 39     | 1      |
| 1973/74         | FC VVV          | Eerste divisie  | 32         | 1          | 2     | 1     | —       | —       | 34     | 2      |
| Carrière totaal | Carrière totaal | Carrière totaal | 79         | 3          | 4     | 1     | 0       | 0       | 83     | 4      |